# Phế phi Thận thị
Phế phi Thận thị (chữ Hán: 廢妃慎氏; Hangul: 폐비신씨; 15 tháng 12, 1476 - 16 tháng 5, 1537), còn gọi Cư Xương quận phu nhân (居昌郡夫人; 거창군부인), là chính thất thê tử của Yên Sơn Quân Lý Long, vị quân chủ thứ 10 của nhà Triều Tiên.

## Tiểu sử
Thận thị xuất thân từ Cư Xương Thận thị (居昌慎氏), sinh ngày 29 tháng 11 (tức ngày 15 tháng 12) vào năm Thành Hóa thứ 12, Triều Tiên Thành Tông năm thứ 7, con trai của Lãnh nghị chính, Cư Xương Phủ viện quân, Chương Thành công Thận Thừa Thiện (慎承善) và Trung Mưu huyện chúa (中牟縣主), con gái (đích xuất) của Lâm Doanh đại quân Lý Cầu (李璆), con trai thứ của Triều Tiên Thế Tông. Anh trai bà, Thận Thủ Cần (慎守勤) là cha của Đoan Kính vương hậu tương lai.
Năm Thành Tông thứ 19 (1488), sách phong làm Thế tử tần (世子嬪). Thế tử Lý Long đăng cơ, trở thành Vương phi.
Sau khi Lý Long bị phế thành Yên Sơn quân, Thận phi bị phế thành Cư Xương quận phu nhân. Sau khi Yên Sơn quân qua đời, bà thủ tiết hơn 30 năm, rồi qua đời tại tư gia, triều Triều Tiên Trung Tông thứ 32 (1537), ngày 8 tháng 4 (tức ngày 16 tháng 5), thọ 62 tuổi.
Bà được an táng cùng với Yên Sơn quân ở Yên Sơn quân mộ (燕山君墓), thuộc phường Bang-hak, Khu Dobong, Thành phố Seoul.

## Gia quyến
- Ông nội: Thận Thuyên (愼詮), tặng Lãnh Nghị chính, Hoàng Hải đạo Giám ti (黃海道監司), Cư Xương phủ viện quân (居昌府院君), thụy Tương Giản công (襄簡公).
- Bà nội: Thuần Hưng An thị (順興 安氏)[1], tặng Trinh Kính phu nhân (貞敬夫人). 
  - Cha: Thận Thừa Thiện (愼承善, 1436 - 1502), tước Cư Xương phủ viện quân (居昌府院君), thụy Chương Thành công (章成公).
  - Mẹ: Trung Mâu Huyện chúa (中牟縣主), vương tộc Toàn Châu Lý thị (全州李氏), con gái (đích xuất) của Lâm Doanh đại quân Lý Cầu (李璆), con trai thứ của Triều Tiên Thế Tông.
- Chồng: Triều Tiên Đệ thập vương Yên Sơn Quân

1. Con trai: Nguyên tử (元子, sinh 1494), chết yểu)
2. Con gái: Phế Huy Thận Công chúa (廢 徽愼公主, 1495 - ?)
3. Con gái: Công chúa (公主) -chết yểu
4. Con trai: Phế Thế tử (廢世子, 1498 - 1506)
5. Con trai: Phế Xương Ninh Đại quân (廢 昌寧大君, 1501 - 1506)
6. Con trai: Đại quân (大君) - chết yểu
7. Con trai: Đại quân (大君, ? - 1503) - chết yểu
8. Con trai: Đại quân (大君, 1500 - ?) - chết yểu
9. Con trai: Đại quân (大君, 1501 - ?) - chết yểu